# Estación Ferroviaria de Macinhata
40°39′12.32″N 8°27′30.12″O / 40.6534222, -8.4583667
La Estación Ferroviaria de Macinhata, igualmente conocida como Macinhata do Vouga, es una estación del Ramal de Aveiro, que sirve a la localidad de Macinhata do Vouga, en el Distrito de Aveiro, en Portugal.

## Características
Esta estación tiene acceso por el Largo da Estação, en Macinhata do Vouga.

## Historia

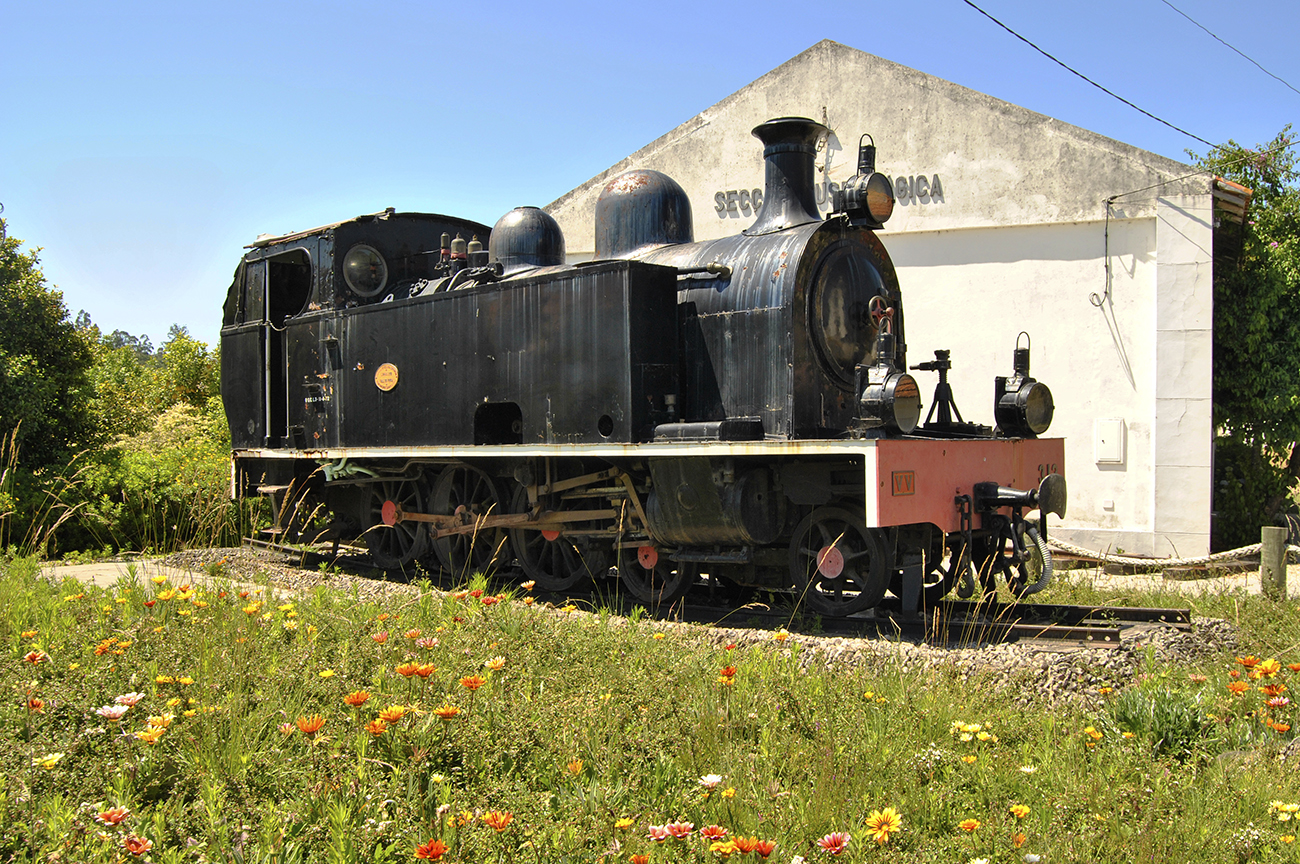
Locomotora Y123, expuesta frente al Museo Ferroviario de Macinhata do Vouga.

En 1895, el proyecto para la Linha do Valle do Vouga y su ramal para Aveiro preveía que esta línea serviría a la población de Macinhata.
En 8 de septiembre de 1911, fue inaugurado el trozo entre Albergaría-a-Vieja y Aveiro de la red ferroviaria do Vouga, construido por la Compagnie Française pour la Construction et Exploitation des Chemins de Fer à l'Étranger.
En 1 de enero de 1947, la Compañía dos Caminhos de Ferro Portugueses pasó a explotar la red ferroviaria do Vouga.
En la primera mitad de la década de 1980, entró en servicio el núcleo museológico de Macinhata, en el ámbito de un programa de la CP para preservar su patrimonio.